# Samuel Cooper

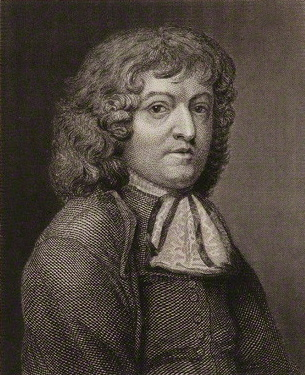
Samuel Cooper

Samuel Cooper, född 1609, död 1672, var en engelsk konstnär. Han var bror till miniatyrmålaren Alexander Cooper.
Liksom brodern Alexander var han elev hos sin morbror John Hoskins, Englands främste miniatyrmålare, och tog senare över dennes roll som Englands främste miniatyrmålare. En av hans mest kända miniatyrer är porträtt av Oliver Cromwell. Ett fåtal av hans miniatyrer finns i Sverige.